# IC 4764
IC 4764 је лентикуларна галаксија у сазвјежђу Паун која се налази на листи објеката дубоког неба у Индекс каталогу.
Деклинација објекта је - 63° 29' 4" а ректасцензија 18h 47m 7,6s. Привидна величина (магнитуда) објекта IC 4764 износи 13,8 а фотографска магнитуда 14,7. IC 4764 је још познат и под ознакама ESO 104-4, DRCG 51-8, PGC 62396.